# Ken Williams (Spieleentwickler)

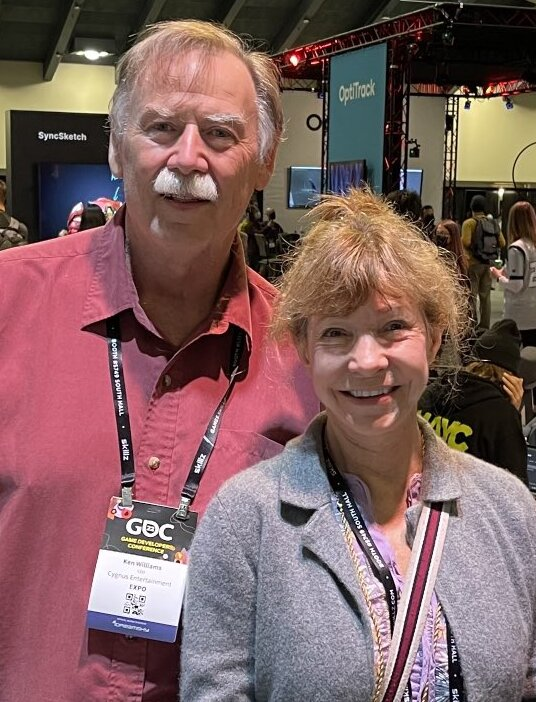
Ken und Roberta Williams (2022)

Ken Williams (* 30. Oktober 1954) ist ein US-amerikanischer Programmierer und Spieleentwickler. Er war Mitbegründer und langjähriger Geschäftsführer des Spieleentwicklers und -publishers Sierra On-Line.

## Leben und Wirken
Williams gründete 1979 gemeinsam mit seiner Frau Roberta den Spielesoftwarehersteller Sierra Entertainment (ehemals Sierra On-Line), der von 1979 bis 2008 tätig war. Neben seinem Engagement als Mitbegründer und Chef von Sierra Entertainment war Williams als Programmierer und Produzent an zahlreichen Spielen des Unternehmens beteiligt (King’s Quest V: Absence Makes the Heart Go Yonder!, Phantasmagoria 2 etc.), darunter das erste Grafikadventure Mystery House. In einigen Sierra-Spielen gibt es zudem Anspielungen auf seine Person und Cameo-Auftritte. Bis 1996 stand Sierra On-Line unter Williams’ Leitung und stieg in dieser Zeit zu einem führenden Anbieter von Computerspielen auf, der neben eigenen Produkten nun auch die Titel anderer Spieleentwickler verlegte.

“There were two people that had a heavy influence on Sierra: Bill Gates and Walt Disney. These two companies were our role models. I read every book written on both companies. I did everything to try to understand how they thought, and how they did business.”

„Es gab zwei Leute, die großen Einfluss auf Sierra hatten: Bill Gates und Walt Disney. Diese beiden Unternehmen waren unsere Vorbilder. Ich habe jedes Buch über diese beiden Unternehmen gelesen. Ich habe alles versucht um zu verstehen, wie sie denken und wie sie ihre Geschäfte tätigten.“

“I'm not sure how typical I am of other CEOs ... most of my time is spent looking at product ... To me, everything is about being able to build awesome product ... Any game which does not push the state of the art leaves an opportunity for a competitor's game to look better.”

„Ich bin nicht sicher wie typisch ich für einen CEO bin… die meiste Zeit verbringe ich damit, auf das Produkt zu schauen… Für mich geht es ausschließlich darum, ein hervorragendes Produkt entwickeln zu können… Jedes Spiel, das nicht die Grenzen des technisch Machbaren weiter vorantreibt, lässt Wettbewerbern die Möglichkeit, besser auszusehen.“

1996 wurde die Firma an CUC-Software verkauft. Im darauffolgenden Jahr verließ Williams das Unternehmen und zog sich aus der Spieleindustrie zurück.
Im März 2022 kündigten Ken Williams und seine Frau an, noch im selben Jahr ein auf dem genreprägenden Textadventure Adventure basierendes 3D-Adventure veröffentlichen zu wollen.
Ken und Roberta haben zwei Söhne, DJ und Chris.

## Auszeichnungen
2009 wurden Ken und Roberta Williams gemeinsam von IGN zu den 100 bedeutendsten Spieleentwicklern aller Zeiten gezählt. Ebenfalls gemeinsame erhielt das Ehepaar bei den Game Awards 2014 in Las Vegas den Industry Icon Award für ihr Lebenswerk.